# Zavyalovita
La zavyalovita és un mineral de la classe dels sulfurs.

## Característiques
La zavyalovita és un sulfur de fórmula química Ag₂TeS₃. Va ser aprovada com a espècie vàlida per l'Associació Mineralògica Internacional en el mes d’abril de l'any 2025. Encara resta pendent de publicació. Cristal·litza en el sistema monoclínic.
Les mostres que van servir per a determinar l'espècie, el que es coneix com a material tipus, es troben conservades a les col·leccions del Museu Mineralògic Fersmann, de l'Acadèmia de Ciències de Rússia, a Moscou (Rússia), amb els números de registre: 6214/1 i 6214/2.

## Formació i jaciments
Va ser descoberta al dipòsit de beril·li de Boevskoe, al districte de Kaslinsky (óblast de Txeliàbinsk, Rússia). També havia estat descrita uns anys abans a Săcărâmb, a la província de Hunedoara (Romania). Aquests dos indrets són els únics de tot el planeta on ha estat descrita aquesta espècie mineral.